# 보스토크 2018

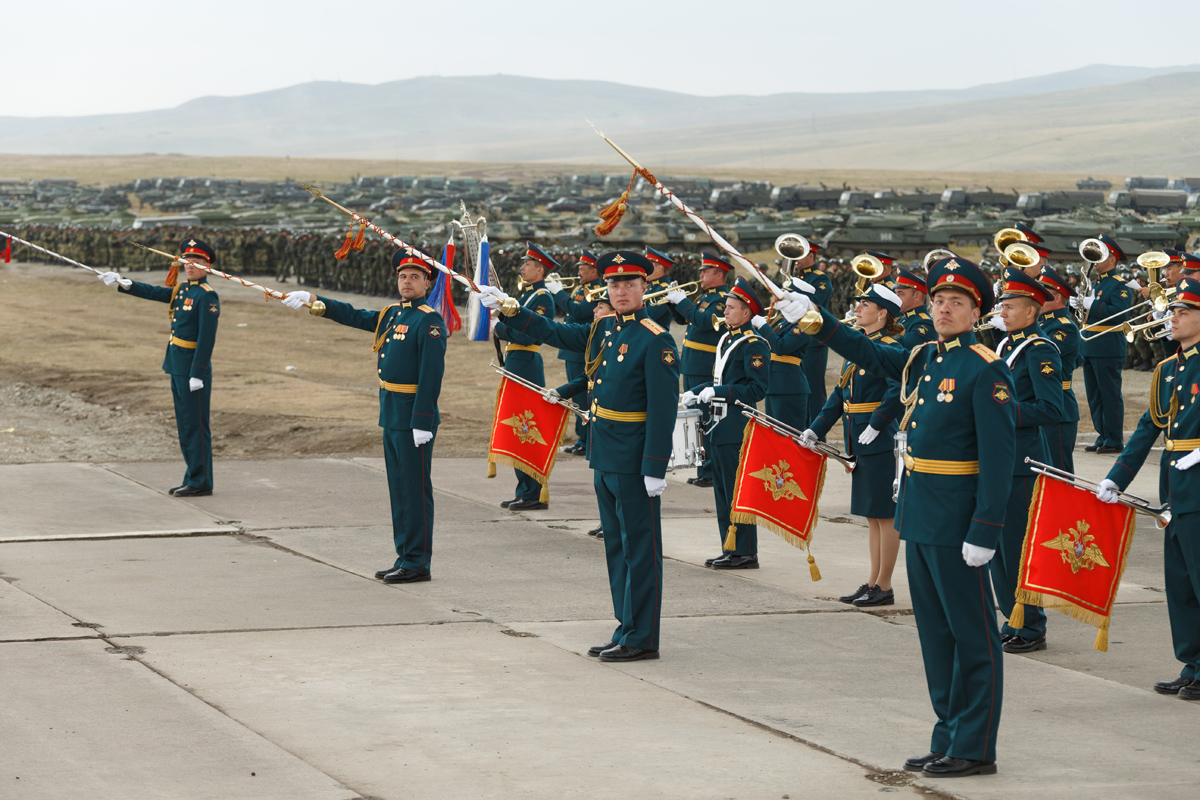

보스토크 2018(Vostok 2018)은 2018년 러시아 극동군의 대규모 연합 군사훈련이다. 동방 2018(East 2018) 훈련이라고도 한다.

## 역사
2018년 9월 11일부터 15일까지 시베리아와 극동 지방에서 훈련을 실시한다. 러시아 육해공군, 중국, 몽골, 터키가 참여한다.
2018년 8월, 러시아 국방장관 세르게이 쇼이구는 1981년 소련의 자파드-81(Zapad-81) 훈련 이래 최대규모로 실시된다고 말했다. 자파드-81 훈련은 서방-81(West-81) 훈련이라고도 불리며, 소련이 실시한 군사훈련 중 최대규모였으며, 10만에서 15만명의 군인이 참여했다.
이번 훈련에는 30만명의 보병, 36,000 대의 차량, 1,000 대의 항공기가 동원된다. 2018년 현재 러시아의 전체 병력이 약 100만 명인 점을 고려하면 전체 병력의 3분의 1 정도가 훈련에 투입되는 셈이다.
국방차관 알렉산더 포민 중장은 57개국에서 온 91명이 옵저버로 참가한다고 말했다.
중국 인민해방군 육군은 보병 3200명, 지상장비 900대, 항공기 30대가 훈련에 참여한다.
블라디미르 푸틴 러시아 대통령은 블라디보스토크에서 열리는 동방경제포럼에 참석한 후 훈련을 참관할 계획이다.

## 독수리 연습
보스토크 2018 훈련은 한반도를 담당하는 극동 러시아군 30만명이 참여하는 초대형 연합 군사훈련이다. 이에 대응하는 한미연합군의 군사훈련은 독수리 연습이다. 2016년과 2017년에는 작전계획 5015를 검증하기 위해, 독수리 연습에 역사상 최대규모인 한국군 30만명이 참여했다. 독수리 연습은 과거 팀 스피리트 훈련을 개명한 것이다. 팀 스피리트 훈련은 1989년 최대규모인 20만명 병력 참여로, NATO의 리포저 훈련과 더불어 세계 최대 군사훈련이었다.

## 같이 보기
- 서방 2017